# Paratrygon ajereba
Paratrygon ajereba är en rockeart som först beskrevs av Johann Julius Walbaum 1792.  Paratrygon ajereba ingår i släktet Paratrygon och familjen Potamotrygonidae. IUCN kategoriserar arten globalt som otillräckligt studerad. Inga underarter finns listade i Catalogue of Life.